# Lijst van burgemeesters van Wehl
Dit is een lijst van burgemeesters van de voormalige Nederlandse gemeente Wehl tot die gemeente op 1 januari 2005 opging in de gemeente Doetinchem.
| Ambtsperiode | Naam burgemeester                                             | Partij of stroming | Bijzonderheden                              |
| ------------ | ------------------------------------------------------------- | ------------------ | ------------------------------------------- |
| 1808 - 1810  | Philippe Jacques de Bellefroid                                |                    |                                             |
| 1810 - 1814  | ??                                                            |                    |                                             |
| 1814         | Philippe Jacques de Bellefroid                                |                    | in 1829 werd hij jonkheer                   |
| 1815 - 1816  | E.G.D. Haentjes                                               |                    |                                             |
| 1816 - 1820  | Jan Melchers                                                  |                    |                                             |
| 1820 - 1852  | Gerhardus Melchers                                            |                    |                                             |
| 1852 - 1854  | Petrus Vemer                                                  |                    |                                             |
| 1854 - 1892  | Henri Adolph Nicolaus Mauritz baron van Lamsweerde            |                    |                                             |
| 1893 - 1897  | Adolphus Ludovicus Wilhelmus baron van Hugenpoth tot Aerdt    |                    |                                             |
| 1897 - 1914  | Joseph Alexander Gerard Maria baron van Lamsweerde            |                    |                                             |
| 1914 - 1922  | Hendrikus Theodorus Hoogveld                                  |                    |                                             |
| 1922 - 1934  | Hermanus Fredericus Moorman                                   |                    |                                             |
| 1934 - 1939  | jhr. Joannes Ludovicus Emmanuel Maria van Nispen tot Sevenaer |                    |                                             |
| 1939         | jhr. Rudolf Maria Jozef Franciscus Liberatus van Grotenhuis   |                    | waarnemend, tevens burgemeester van Angerlo |
| 1940 - 1959  | Willem Frederik George Lodewijk Passtoors                     | RKSP               |                                             |
| 1959 - 1967  | Zeno Melchior Deurvorst                                       | KVP                |                                             |
| 1968 - 1978  | Cornelius Frederik Pouw                                       | KVP                |                                             |
| 1979 - 1986  | Jan Willem (J.W.A.M.) Verlinden                               | VVD                |                                             |
| 1987 - 2005  | Roeland (R.A.M.M.) van den Boorn                              | CDA                |                                             |